# Larstigspitze
De Larstigspitze is een 3172 meter hoge bergtop in de Larstiger Bergen en Bachfallenstock, een subgroep van de Stubaier Alpen, in het Oostenrijkse Tirol.
De berg is gelegen aan het eind van het Zwieselbachtal en ligt ingeklemd tussen het westelijke deel van de Zwieselbachferner in het oosten, de Grieskogelferner in het zuiden en de Larstigferner in het westen. Laatstgenoemde gletsjer scheidt de bergtop van de Strahlkogel (3288 meter), de hoogste bergtop van de Larstiger Bergen. De Larstigscharte verbindt de Larstigspitze bovendien met de 3287 meter hoge Breiter Grieskogel. Andere belangrijke bergtoppen in de directe omgeving zijn de Grastaler Grieskogel (3168 meter), de Gleirscher Fernerkogel (3189 meter) en de Winnebacher Weißkogel (3182 meter). De top van de Larstigspitze is vanaf de Winnebachseehütte (2361 meter) in ongeveer vier uur te bereiken.